# 阿爾迪諾市鎮
41°35′N 25°8′E / 41.583°N 25.133°E

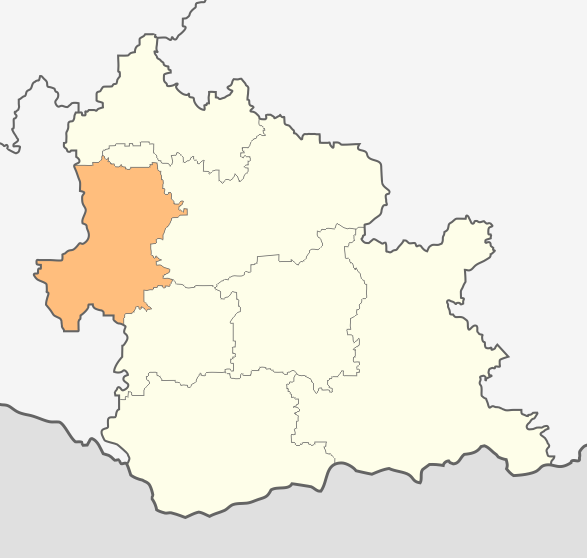

阿爾迪諾市，是保加利亞的城鎮，位於該國南部，由克爾賈利州負責管轄，首府設於阿爾迪諾，面積341平方公里，2011年人口13,326，人口密度每平方公里39.08人。